# Luchthaven Rostov aan de Don
Luchthaven Rostov aan de Don (Russisch: Аэропорт Ростов-на-Дону) was een luchthaven op zo'n negen kilometer ten oosten van de Russische stad Rostov aan de Don.
De luchthaven is in 2017 gesloten en de sloop van de terminal is in 2018 van start gegaan.